# Araǰin Xowmb 2024-2025
L'Araǰin Xowmb 2024-2025 è la 34ª edizione della seconda serie del campionato armeno di calcio. La stagione è iniziata il 7 agosto 2024 ed è terminata il 28 maggio 2025.

## Stagione

### Novità
Nella passata stagione, il Ganjasar si è classificato al primo posto ed ha ottenuto la promozione in Bardsragujn chumb. Dalla Bardsragujn chumb 2023-2024 non vi è stata alcuna retrocessione.
Il Bentonit è stato ammesso a questa edizione del torneo, mentre Alaškert 2 e Onor non vi hanno preso parte.

### Formato
Le tredici squadre si affrontano due volte, per un totale di ventiquattro gare disputate più due turni di riposo. La prima classificata, viene promossa in Bardsragujn chumb 2025-2026.

## Squadre partecipanti
| Club             | Città    | Stadio                           | Stagione precedente |
| ---------------- | -------- | -------------------------------- | ------------------- |
| Andranik         | Vardenis | Stadio comunale di Sevan         | 6º in Araǰin Xowmb  |
| Ararat 2         | Erevan   | Centro sportivo di Dzoraghbyur   | 11º in Araǰin Xowmb |
| Ararat-Armenia 2 | Erevan   | FFA Academy Stadium              | 8º in Araǰin Xowmb  |
| Bentonit         | Ijevan   | Stadio comunale di Vanadzor      | -                   |
| BKMA Erevan 2    | Erevan   | FFA Academy Stadium              | 3º in Araǰin Xowmb  |
| Lernayin Artsakh | Goris    | Stadio Kasakhi marzik (Ashtarak) | 4º in Araǰin Xowmb  |
| Mika Erevan      | Erevan   | Stadio RCCSD                     | 13º in Araǰin Xowmb |
| Nikarm           | Ijevan   | Stadio comunale di Vanadzor      | 15º in Araǰin Xowmb |
| Noah 2           | Erevan   | Centro sportivo di Echmiadzin    | 7º in Araǰin Xowmb  |
| P'yownik 2       | Erevan   | Stadio P'yownik                  | 12º in Araǰin Xowmb |
| Širak 2          | Gyumri   | Stadio comunale di Gyumri        | 10º in Araǰin Xowmb |
| Syunik           | Kapan    | Stadio Lernagorts                | 2º in Araǰin Xowmb  |
| Urartu 2         | Erevan   | Stadio Urartu                    | 5º in Araǰin Xowmb  |

## Classifica finale
|  | Pos. | Squadra          | Pt | G  | V  | N | P  | GF | GS  | DR  |
|  | ---- | ---------------- | -- | -- | -- | - | -- | -- | --- | --- |
|  | 1.   | BKMA Erevan 2    | 63 | 24 | 20 | 3 | 1  | 77 | 17  | +60 |
|  | 2.   | Syunik           | 61 | 24 | 19 | 4 | 1  | 64 | 13  | +51 |
|  | 3.   | Noah 2           | 46 | 24 | 14 | 4 | 6  | 47 | 29  | +18 |
|  | 4.   | Lernayin Artsakh | 42 | 24 | 13 | 3 | 8  | 60 | 34  | +26 |
|  | 5.   | Urartu 2         | 38 | 24 | 11 | 5 | 8  | 47 | 33  | +14 |
|  | 6.   | P'yownik 2       | 37 | 24 | 11 | 4 | 9  | 47 | 37  | +10 |
|  | 7.   | Andranik         | 34 | 24 | 9  | 7 | 8  | 41 | 40  | +1  |
|  | 8.   | Širak 2          | 32 | 24 | 8  | 8 | 8  | 43 | 47  | -4  |
|  | 9.   | Ararat 2         | 29 | 24 | 9  | 2 | 13 | 44 | 48  | -4  |
|  | 10.  | Bentonit         | 24 | 24 | 6  | 6 | 12 | 38 | 53  | -15 |
|  | 11.  | Ararat-Armenia 2 | 19 | 24 | 6  | 1 | 17 | 30 | 55  | -25 |
|  | 12.  | Mika Erevan      | 16 | 24 | 4  | 4 | 16 | 25 | 71  | -46 |
|  | 13.  | Nikarm           | 1  | 24 | 0  | 1 | 23 | 17 | 103 | -86 |

Legenda:
      Promossa in Bardsragujn chumb 2025-2026
Note:
Tre punti a vittoria, uno a pareggio, zero a sconfitta.
In caso di arrivo di due o più squadre a pari punti, la graduatoria verrà stilata secondo la classifica avulsa tra le squadre interessate.

## Risultati
|                  | And  | Ara  | AAr  | Ben  | BKM  | Ler  | Mik  | Nik  | Noa  | P'yo | Šir  | Syu  | Ura  |
| ---------------- | ---- | ---- | ---- | ---- | ---- | ---- | ---- | ---- | ---- | ---- | ---- | ---- | ---- |
| Andranik         | –––– | 2-0  | 4-3  | 1-1  | 0-2  | 0-2  | 2-2  | 3-2  | 1-2  | 2-2  | 1-0  | 0-0  | 2-1  |
| Ararat 2         | 1-2  | –––– | 0-1  | 4-0  | 0-2  | 1-0  | 3-2  | 4-1  | 0-1  | 4-1  | 4-6  | 1-3  | 1-5  |
| Ararat-Armenia 2 | 1-6  | 1-4  | –––– | 1-2  | 0-2  | 0-3  | 1-0  | 1-0  | 1-3  | 0-2  | 0-2  | 0-4  | 2-3  |
| Bentonit         | 2-3  | 2-4  | 1-1  | –––– | 1-4  | 3-3  | 3-1  | 5-0  | 1-2  | 0-3  | 1-2  | 0-2  | 0-2  |
| BKMA Erevan 2    | 2-1  | 6-0  | 2-0  | 6-1  | –––– | 3-0  | 3-1  | 5-0  | 0-1  | 4-1  | 5-0  | 1-1  | 6-1  |
| Lernayin Artsakh | 3-1  | 1-1  | 2-1  | 1-3  | 0-2  | –––– | 4-0  | 7-0  | 4-0  | 3-2  | 5-3  | 2-1  | 2-1  |
| Mika Erevan      | 2-1  | 2-2  | 0-3  | 1-1  | 0-4  | 0-7  | –––– | 3-0  | 1-2  | 0-2  | 1-1  | 0-1  | 0-5  |
| Nikarm           | 1-3  | 0-6  | 1-6  | 0-4  | 2-8  | 0-6  | 3-4  | –––– | 0-3  | 0-2  | 0-5  | 1-8  | 1-3  |
| Noah 2           | 2-2  | 2-1  | 2-3  | 1-1  | 1-2  | 4-2  | 8-0  | 1-0  | –––– | 1-0  | 0-2  | 0-1  | 1-1  |
| P'yownik 2       | 1-1  | 4-0  | 3-2  | 6-2  | 0-1  | 3-1  | 3-2  | 4-1  | 1-2  | –––– | 3-1  | 1-4  | 0-1  |
| Širak 2          | 2-2  | 2-1  | 2-1  | 1-1  | 4-5  | 1-1  | 1-2  | 2-2  | 1-5  | 2-2  | –––– | 0-3  | 1-0  |
| Syunik           | 3-1  | 1-0  | 5-0  | 3-0  | 1-1  | 1-0  | 6-1  | 7-1  | 2-1  | 2-0  | 1-1  | –––– | 2-0  |
| Urartu 2         | 3-0  | 1-2  | 2-1  | 1-3  | 1-1  | 3-1  | 5-0  | 3-1  | 2-2  | 1-1  | 1-1  | 1-2  | –––– |

## Individuali

### Classifica marcatori
| Gol |  |  | Giocatore         | Squadra          |
| --- |  |  | ----------------- | ---------------- |
| 21  |  |  | Hamlet Minasyan   | Syunik           |
| 21  |  |  | Erik Petrosyan    | Andranik         |
| 14  |  |  | Libasse Ngom      | Noah 2           |
| 14  |  |  | Vladimir Yeremyan | Ararat-Armenia 2 |
| 13  |  |  | Akhmed Jindoyan   | Lernayin Artsakh |
| 13  |  |  | Aris Karapetyan   | BKMA Erevan 2    |
| 12  |  |  | Davit Ghiasyan    | BKMA Erevan 2    |
| 12  |  |  | Grigor Ghumashyan | Širak 2          |
| 9   |  |  | Narek Aleksanyan  | Urartu 2         |
| 8   |  |  | Tigran Hakobyan   | Lernayin Artsakh |